# Rhadinomerus
Rhadinomerus är ett släkte av skalbaggar. Rhadinomerus ingår i familjen vivlar.

## Dottertaxa tillRhadinomerus, i alfabetisk ordning[1]
- Rhadinomerus angustus
- Rhadinomerus apicetumens
- Rhadinomerus benitoensis
- Rhadinomerus bombacis
- Rhadinomerus brevirostris
- Rhadinomerus cavernosus
- Rhadinomerus cicur
- Rhadinomerus clavatus
- Rhadinomerus conciliatus
- Rhadinomerus contemptus
- Rhadinomerus crinipes
- Rhadinomerus decorsei
- Rhadinomerus dentipes
- Rhadinomerus dimorphus
- Rhadinomerus diversipes
- Rhadinomerus elaeocarpi
- Rhadinomerus encaustus
- Rhadinomerus fissus
- Rhadinomerus foveifrons
- Rhadinomerus fulvotinctus
- Rhadinomerus granulicollis
- Rhadinomerus inclusus
- Rhadinomerus laesipes
- Rhadinomerus laevifrons
- Rhadinomerus latiusculus
- Rhadinomerus longulus
- Rhadinomerus maebarai
- Rhadinomerus malloti
- Rhadinomerus mastersi
- Rhadinomerus minutus
- Rhadinomerus miser
- Rhadinomerus moestus
- Rhadinomerus nigroapicalis
- Rhadinomerus ocellopunctatus
- Rhadinomerus papei
- Rhadinomerus rhizophorae
- Rhadinomerus rubiginosus
- Rhadinomerus sabulosus
- Rhadinomerus seticollis
- Rhadinomerus simplex
- Rhadinomerus solidus
- Rhadinomerus subdenudatus
- Rhadinomerus subfasciatus
- Rhadinomerus tibialis
- Rhadinomerus transversicollis
- Rhadinomerus vadoni
- Rhadinomerus variegatus
- Rhadinomerus vigilans
- Rhadinomerus vulgaris